# Gumbeti járás
A Gumbeti járás (oroszul: Гумбетовский район) Oroszország egyik járása Dagesztánban. Székhelye Mehelta.

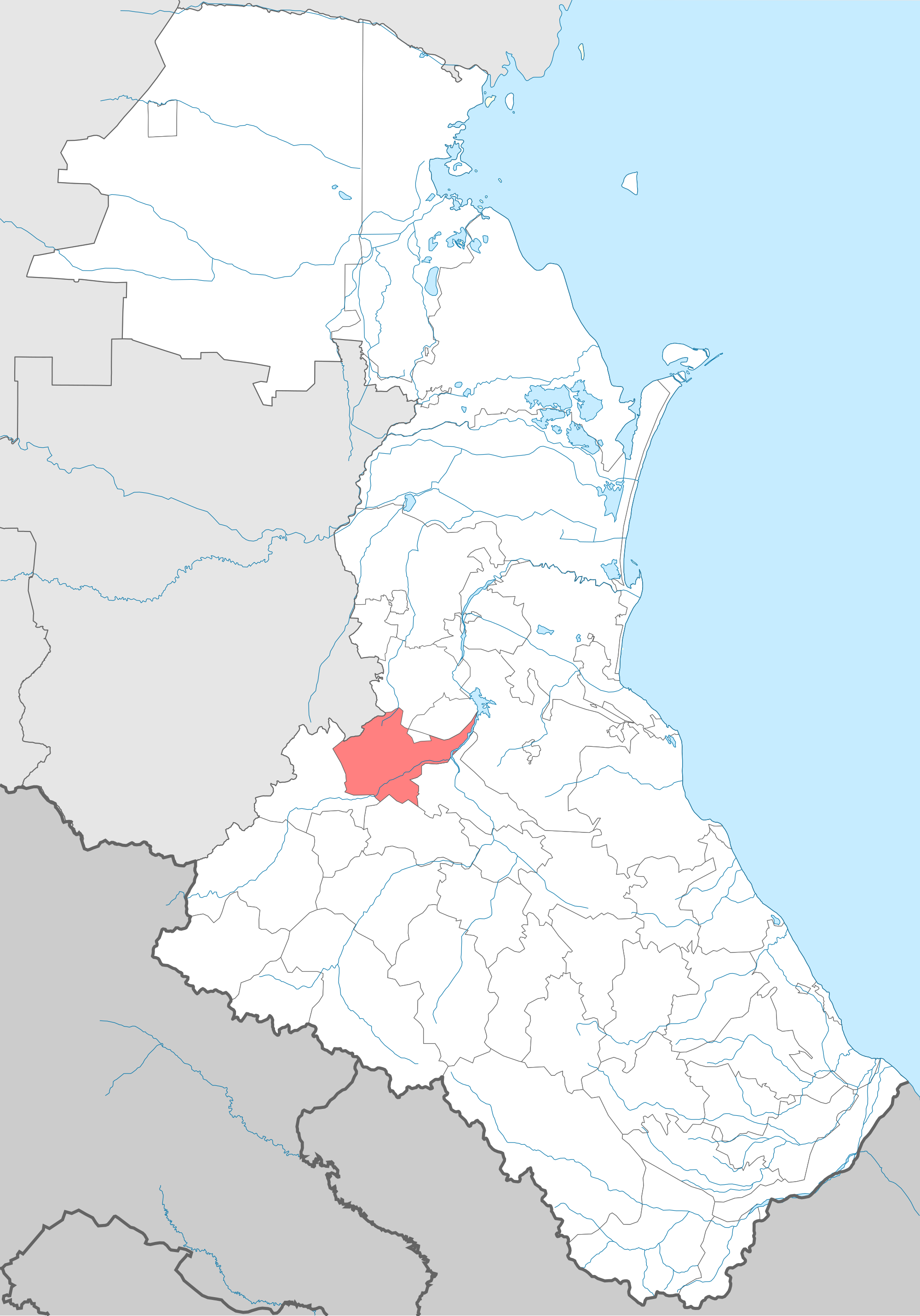
A Gumbeti járás Dagesztánban

## Népesség
- 1989-ben 13 125 lakosa volt, melyből 13 093 avar (99,8%), 11 csecsen, 9 dargin, 4 orosz, 3 lak, 2 kumik, 1 lezg.
- 2002-ben 18 177 lakosa volt, melyből 18 123 avar (99,7%), 26 csecsen, 7 orosz, 6 dargin, 4 lak, 3 kumik, 2 lezg.
- 2010-ben 22 046 lakosa volt, melyből 21 746 avar (98,6%), 11 csecsen, 4 kumik, 2 orosz, 1 agul, 1 dargin, 1 lak.